# Кайиндиколь
Кайиндико́ль (каз. Қайыңдыкөл) — село у складі району Беїмбета Майліна Костанайської області Казахстану. Адміністративний центр Білинського сільського округу.
Населення — 216 осіб (2021; 551 у 2009, 1051 у 1999, 1885 у 1989).